# Amadeo Colangelo
Amadeo Colángelo Zileño fue un futbolista que desarrolló su carrera deportiva en la posición de delantero: nació en Buenos Aires, Argentina, en el año 1929.

## Carrera
Surgió futbolísticamente en Ferro mientras el club militaba en el ascenso, debutando el 13 de noviembre de 1948 en la victoria 2-1 frente Atlanta. Su último partido con el club de Caballito fue un 18 de diciembre de 1948 en una goleada 4-0 ante Nueva Chicago.
En 1950 continuó su carrera en Argentinos Juniors que se encontraba en la Primera B, donde consiguió ser el primer jugador en la historia del club en marcar 5 goles en un mismo partido el encuentro fue ante Dock Sud. En 1951 tuvo un paso irregular por lo que fue traspasado al equipo colombiano de Sporting Club. En 1952 pasó al Deportivo Centro Gallego de Cuba, en la liga local.
En 1953 fichó por el Vasco Da Gama y en el mismo año jugó en Portuguesa. En 1954 fue transferido a Santiago Morning de Chile.
En 1954 regresó a Argentinos que jugaba en la Primera B, donde logró la hazaña de marcar en 14 partidos consecutivos. En total, obtuvo 24 goles, pero no alcanzó a ser el máximo goleador del certamen al ser superado por Emilio Espinoza, de Sarmiento, que marcó 26. Colángelo sólo jugó 19 partidos, ya que empezó a jugar en la 14ª jornada. En primera división, Bernabé Ferreyra, Agustín Cosso y Rinaldo Martino fueron los delanteros que marcaron goles en mayor cantidad de partidos sucesivos, pero no llegaron a la cifra de Colángelo.
Con los bichos totalizó 55 partidos en donde realizó 60 goles, convirtiéndolo en el 7° goleador histórico del club.
Su gran campaña con el equipo de la Paternal le valió el ser transferido a Boca en 1955, donde solo jugó dos partidos.
En 1958, fue traspasado al Recreativo de Huelva de España, en Segunda División, donde jugó 9 partidos y convirtió 2 goles, en 1959 regreso a Argentina para jugar en Chacarita que disputaba el torneo en la Primera B con el que salió campeón de la categoría. En 1960 jugó para El Porvenir cual fue su último club en donde se retiró.

## Logros
- Subcampeón de la Segunda División Argentina de 1954 con Argentinos Juniors.